# Alexander Grimm
Alexander Grimm (Augsburg, 6 september 1986) is een Duits kanovaarder gespecialiseerd in slalom. 
Grimm behaalde zijn grootste succes met het winnen van olympisch goud tijdens de spelen van Peking. Voor de spelen van 2012 en 2016 wist Grimm zich niet te plaatsen. Grimm werd met het K-1 team driemaal wereldkampioen.

## Belangrijkste resultaten

### Olympische Zomerspelen
| Editie | Plaats | Resultaten |
| ------ | ------ | ---------- |
| 2008   | Peking | K-1 Slalom |

### Wereldkampioenschappen kanoslalom
| Jaar | Plaats          | Resultaten                         |
| ---- | --------------- | ---------------------------------- |
| 2005 | Penrith         | 13e K-1 Slalom 13e K-1 Slalom team |
| 2006 | Praag           | 10e K-1 Slalom 8e K-1 Slalom team  |
| 2007 | Foz do Iguaçu   | 28e K-1 Slalom · K-1 Slalom team   |
| 2009 | La Seu d'Urgell | 29e K-1 Slalom 5e K-1 Slalom team  |
| 2010 | Ljubljana       | 35e K-1 · K-1 Slalom team          |
| 2011 | Bratislava      | 5e K-1 · K-1 Slalom team           |
| 2014 | Deep Creek Lake | 28e K-1 Slalom 16e K-1 Slalom team |
| 2015 | Londen          | 5e K-1 Slalom 4e K-1 Slalom team   |
| 2017 | Pau             | 10e K-1 Slalom 5e K-1 Slalom team  |

1972: Siegbert Horn ·
1992: Pierpaolo Ferrazzi ·
1996: Oliver Fix ·
2000: Thomas Schmidt ·
2004: Benoît Peschier ·
2008: Alexander Grimm ·
2012: Daniele Molmenti ·
2016: Joe Clarke ·
2020: Jiří Prskavec ·
2024: Giovanni De Gennaro